# L'avventura d'un povero cristiano
L'avventura d'un povero cristiano è l'ultima opera letteraria di Ignazio Silone, pubblicata per la prima volta nel 1968.
Il testo, scritto in forma teatrale, riprende e conclude idealmente il percorso narrativo di Silone: in esso si ritrova il tema fondamentale del rapporto fra l'individuo e la Chiesa, che si esplica nella figura emblematica di papa Celestino V. Il testo vuole quindi fornire una reinterpretazione attualizzata della burrascosa vicenda di papa Celestino V che, dopo un certo periodo di pontificato, rinunciò alla carica per tornare alla santa vita da eremita. Con questo romanzo Silone vinse il Premio Campiello nel 1968.

## Contenuto
L'opera di Silone si può idealmente dividere in diverse macrosequenze narrative. La prima di queste, che occupa il primo dei sei capitoli di cui si compone il testo, si occupa di introdurre il personaggio di Pietro (il futuro papa Celestino) e alcuni suoi compagni di predicazione, evidenziando gli aspetti salienti della personalità di ognuno; la seconda macrosequenza, che occupa i capitoli secondo e terzo, tratta dell'elezione a Papa di Celestino e delle varie peripezie che lo porteranno infine a rinunciare alla carica suprema; la terza e ultima macrosequenza, infine, conclude la vicenda con la descrizione dell'ultimo anno di vita di Celestino e dei suoi inutili tentativi di sfuggire al successore Bonifacio VIII - si tratta dei capitoli dal quarto al sesto.

## Ambientazione
Le indicazioni temporali e spaziali sono abbastanza precise: il racconto copre un arco di circa un anno, dal maggio del 1294 allo stesso mese del 1295 o poco oltre, e si svolge fra i paesi natali dei frati amici di Papa Celestino, il palazzo papale a Napoli e il Gargano, ove Pietro si rifugerà  per cercare di trovare scampo da Bonifacio VIII. Lo spazio, nel romanzo, non ha un particolare valore simbolico; va riconosciuto però in generale che gli spazi aperti sono il luogo della discussione con gli amici e della libertà (il Gargano, l'Umbria), mentre negli spazi chiusi si assiste all'ipocrisia dei persecutori e all'imprigionamento morale di Pietro nelle consuetudini corrotte della Chiesa duecentesca.
Fra i personaggi distinguiamo infine fra Pietro (protagonista), il cardinale Caetani che diventerà in seguito papa Bonifacio VIII (egli svolge il ruolo di antagonista insieme alla corruzione generale della Chiesa), i monaci e i fraticelli con cui si instaura un buon dialogo (aiutanti o comparse); ancora, svolgono il ruolo di comparse il Cerbicca, una bizzarra figura ricorrente del romanzo; l'aiutante militare del re Carlo II di Napoli; il segretario papale; il tessitore Matteo da Pratola e la figlia Concetta (aiutante); don Costantino (parroco di Sulmona). Per via della natura teatrale del racconto ciascun personaggio si presenta da sé, ed è compito del lettore delinearne un ritratto caratteriale in base ai comportamenti; raramente la presentazione di un personaggio è affidata ad un altro.

## Opere derivate
Dal libro di Silone è stato tratto nel 1974 un omonimo sceneggiato televisivo, diretto dal regista Ottavio Spadaro.

## Edizioni
In lingua italiana:
- Ignazio Silone, L'avventura d'un povero cristiano, Arnoldo Mondadori Editore, 1968.
- Ignazio Silone, L'avventura d'un povero cristiano, introduzione di Vittorio Libera, A. Mondadori, Milano 1968
- Ignazio Silone, L'avventura d'un povero cristiano, introduzione di Claudio Marabini, A. Mondadori, Milano 1974

In altre lingue:
- (FR)  Ignazio Silone, L'aventure d'un pauvre chrétien, Calmann-Lévy, Paris 1968
- (ES)  Ignazio Silone, La aventura de un pobre cristiano, Emecé ed., Buenos Aires 1969
- (DE)  Ignazio Silone, Das Abenteuer eines armen Christen, Deutsch von Hanna Dehio, Deutsche Taschenbuch Verlag, München 1973
- (RU)  Ignazio Silone, Sud'ba odnogo bednogo hristianina In'jacio Silone; perevod s ital'janskogo Iriny Al'berti; vstup. stat'ja I. Hau o V. Vejdle, Edizioni scientifiche italiane, Napoli 1968